# Koski-Wypychy
Koski-Wypychy [ˈkɔski vɨˈpɨxɨ] est un village polonais de la gmina de Perlejewo dans le powiat de Siemiatycze et dans la voïvodie de Podlachie.